# Encaje (matemática)
En matemática, un encaje o inmersión (cf; embedding) es una instancia de alguna estructura matemática contenida dentro de otra instancia, tal como puede ser un grupo que es un subgrupo. Se define según la categoría que estemos hablando, por eso, podemos hablar de encajes topológicos, encajes algebraicos, encajes geométricos u otros.
Cuando algún objeto X se dice que es encajado en otro objeto Y, el encaje es dado por alguna función inyectiva que preserve su estructura f : X → Y. El significado preciso de «preservar estructura» depende del tipo de estructura matemática de las cuales  X e Y son instancias. En terminología de la teoría de categorías, un mapa que preserva la estructura es llamado morfismo. En general, conservar una estructura se ve asociado a la equivalencia entre operar cierta función con ciertas entidades dadas de X con operar con los mapeos de estas entidades (los cuales se encuentran en Y), por ejemplo y por decir algo, f(a+b)=f(a)+f(b). De esta forma, podemos hablar de conservar distancia, longitud u otras propiedades fundamentales más abstractas. Así, saber que dos objetos están encajados implica que podemos generalizar conclusiones o argumentos para aplicarlos ya sea en X o en Y según convenga sin mayores contratiempos. Cabe destacar que como hablamos de funciones debemos o más bien podemos partir de la teoría de conjuntos para una mayor formalización y para facilitar la abstracción.
El hecho de que un mapa f : X → Y sea un encaje es a veces indicado por medio del uso de una «flecha enganchada», por lo tanto: {\displaystyle f:X\hookrightarrow Y.}  Por otro lado, esta notación es a veces reservada para inyecciones canónicas.
Dados X e Y, varios encajes diferentes de X en Y pueden ser posibles. En la mayoría de los casos de interés, hay un encaje estándar (o «canónico»), como aquellos de números naturales en los números enteros, los enteros en los números racionales, los números racionales en los números reales, y los números reales en los números complejos. En tales casos es común identificar el dominio X con sus imágenes f(X) contenidas en Y, de manera que X ⊆ Y.

## Definición
Sean X,Y objetos de alguna categoría {\displaystyle \mathbf {C} }. Un encaje de X en Y es una función {\displaystyle X\to Y} la cual es un {\displaystyle \mathbf {C} }-morfismo y es inyectivo, i.e. f es un {\displaystyle \mathbf {C} }-monomorfismo.

## Concepto asociado
Un espacio con frontera X se dice que está propiamente encajado en otro espacio Y con frontera si existe un encaje {\displaystyle f\colon X\to Y} tal que la restricción {\displaystyle f|_{\partial X}\colon \partial X\to \partial Y} también es un encaje.

## Ejemplo
Si elegimos la categoría: topología, entonces un encaje es una aplicación continua e inyectiva entre espacios topológicos X, Y. Otra forma de enunciarlo es: f es un encaje, si existe {\displaystyle f:X\to Y} una aplicación continua que hace que los conjuntos {\displaystyle X\,} y {\displaystyle fX\,} sean homeomorfos.